# Za Lužánkamistadion
Het Za Lužánkamistadion is een multifunctioneel stadion in het Moravische Brno, een stad in Tsjechië. Het stadion werd vooral gebruikt voor voetbalwedstrijden, de voetbalclub FC Zbrojovka Brno maakte gebruik van dit stadion. Het stadion werd gebouwd tussen 1949 en 1953 en geopend in 1953 en was in de jaren zestig en zeventig het grootste stadion in Tsjecho-Slowakije.
In het stadion is plaats voor 50.000 toeschouwers. Za Lužánkami heeft het record voor de hoogste opkomst in de Tsjechische 1. liga in een wedstrijd tussen Brno en Slavia Praag tijdens het Tsjechische 1. liga-seizoen van 1996/97. Het werd in 2001 gesloten nadat Zbrojovka Brno verhuisde naar Městský fotbalový stadion Srbská. De club moest verhuizen, omdat het stadion niet voldeed aan de criteria van de voetbalbond en de FIFA.
Er werden plannen gemaakt voor een reconstructie van het stadion, waarbij het team van FC Zbrojovka Brno zou terugkeren, maar in juni 2012 werd aangekondigd dat de voorgestelde reconstructie vanwege financiële zorgen was opgeschort.
Het stadion raakte in verval, met bomen en struiken die erin groeiden en daklozen die op de tribunes woonden. Petr Švancara, aanvoerder van FC Zbrojovka Brno, nam het op zich om te proberen het stadion te herstellen zodat hij een afscheidswedstrijd kon spelen bij Za Lužánkami. Deze inspanning breidde zich uit tot een vrijwilligerscampagne en crowdfunding, zodat het stadion klaar was voor een laatste wedstrijd voor Švancara. Het project was een succes en op 27 juni 2015 keken ongeveer 35.000 toeschouwers naar twee teams, grotendeels bestaande uit voormalige spelers van FC Zbrojovka Brno, die een wedstrijd speelden in Za Lužánkami.
Het jeugdteam van FC Zbrojovka Brno traint momenteel in het stadion, dat wordt verhuurd aan supportersgroep Verime Zbrojovce, en er zijn plannen onthuld voor een revisie van £ 40 miljoen. In oktober 2023 werd bekendgemaakt dat het stadion Za Lužánkami gesloopt gaat worden.
Andrův stadion (SK Sigma Olomouc) ·
Ďolíček (Bohemians Praag 1905) ·
Fotbalový stadion Střelecký ostrov (SK Dynamo České Budějovice) ·
Letní stadion (FK Pardubice) ·
Malšovická aréna (FC Hradec Králové) ·
Městský stadion (MFK Karviná) ·
Městský stadion (FK Mladá Boleslav) ·
Městský stadion v Ostravě-Vítkovicích (FC Baník Ostrava) ·
Městský fotbalový stadion Miroslava Valenty (1. FC Slovácko) ·
Na Julisce (FK Dukla Praag) ·
Stadion Na Stínadlech (FK Teplice) ·
Fortuna arena (SK Slavia Praag) ·
Stadion města Plzně (FC Viktoria Pilsen) ·
Stadion Sparty na Letné (AC Sparta Praag) ·
Stadion Střelnice (FK Jablonec) ·
Stadion u Nisy (FC Slovan Liberec)
Andrův stadion (SK Sigma Olomouc „B“) ·
Letná (FC Zlín) ·
Městský fotbalový stadion Srbská (FC Zbrojovka Brno) ·
Městský stadion (Slezský FC Opava) ·
Městský stadion v Kotlině (FK Varnsdorf) ·
Městský stadion v Ostravě-Vítkovicích (FC Baník Ostrava „B“) ·
Hřiště v Kvapilově ulici (FC Silon Táborsko) ·
Sportovní areál Drnovice (MFK Vyškov) ·
Sportovní areál Na Chvalech (SK Slavia Praag "B") ·
Stadion FK Viktoria Žižkov (FK Viktoria Žižkov / AC Sparta Praag „B“) · 
Stadion SK Líšeň (SK Líšeň 2019) ·
Stadion v Jiráskově ulici (FC Vysočina Jihlava) ·
Stadion v Kollárově ulici (FC Sellier & Bellot Vlašim) ·
Stadion Za Místním nádražím (1. SK Prostějov) ·
Stadion Za Vodojemem (MFK Chrudim) ·
Stadion Evžena Rošického · Strahovstadion